# 百诺肯 (巴斯)
百诺肯（The Paragon）是英格兰萨默塞特郡巴斯沃尔科特地区的一条街道，沿街均为18世纪乔治时代建筑，全部列为一级或二级登录建筑。它是由托马斯·沃·阿特伍德设计。 现在这条街构成了A4公路的一部分。
百诺肯1-21号，是拥有曼萨尔式屋顶的3 层建筑，每栋建筑都拥有相配的门窗、三角楣饰、一楼窗户两侧立柱的柱頂，以及托斯卡納柱式的壁柱。
百诺肯22-37号，延续了百诺肯1-21号的主题，由当地的石匠约瑟夫·阿克斯福德完成于1775年。百诺肯28至32号在第二次世界大战期间曾遭到轰炸而损坏，但后来得到修复。

## 历史

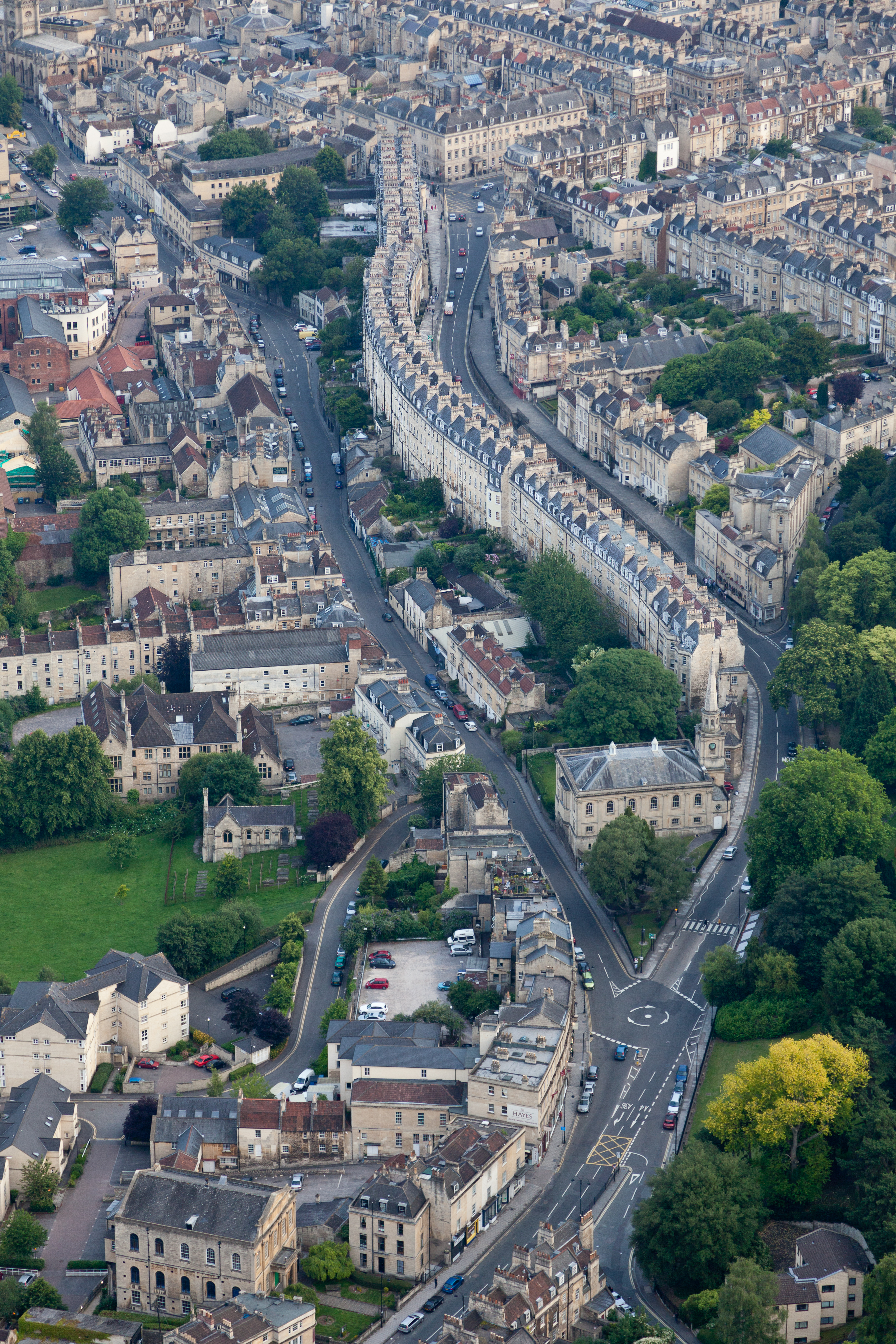
百诺肯

百诺肯可能是一条罗马道路。不过地图证据表明，它也可能是起源于中世纪。
圣斯威辛教堂（St Swithin's Church）由约翰·帕尔默于1779年至1790年建造。 1797年5月30日，废奴主义者 威廉·威伯福斯和芭芭拉·斯普纳·威伯福斯在这座教堂结婚。1805年，作家和诗人克里斯托弗·安斯蒂安葬于此。1831年海军上将爱德华·贝瑞安葬于此。 百诺肯38号教会大楼（church house）建于18世纪初。 毗邻的墓地有大门，粗面石工基座。
巴斯建筑博物馆位于百诺肯街旁建于1765年的长老会三一堂，又名亨廷頓伯爵夫人教堂，因为她从1707年–1791年，曾经住在附楼。 
在1942年4月25/26日的空战期间，德军为报复英国皇家空军袭击吕贝克，轰炸巴斯，其中一枚炸弹落在帕拉贡，摧毁了几所房屋。战后，这些建筑按照原来的风格进行了重建。